# Surju kommun
Surju vald är en före detta kommun i Estland.   Den ligger i landskapet Pärnumaa, i den sydvästra delen av landet, 130 km söder om huvudstaden Tallinn.
Följande samhällen finns i Surju vald:
- Surju
- Jaamaküla
- Ilvese